# Minato Yoshida
Minato Yoshida (født 17. februar 1992) er en japansk professionel fodboldspiller.
Han har spillet for flere forskellige klubber i sin karriere, herunder AC Nagano Parceiro.